# Максимова Безодня
Максимова Безодня (рос. Максимова бездна) — печера на Алтаї, Республіка Алтай, Росія.  Загальна протяжність — 41 м. Глибина печери — 33 м, амплітуда висот — 33 м; загальна площа — N/A м²; об'єм — N/A м³.  Печера відноситься до Центрально-Алтайської області Алтайської провінції Алтай-Саянської спелеологічної країни. Кадастровий номер 5044/8712-2.